# Eruzione minoica
L'eruzione minoica di Thera, anche riferita come eruzione di Thera o eruzione di Santorini, fu una vasta e catastrofica eruzione vulcanica (VEI= 6 o 7, DRE= 60 km3) che si stima si sia verificata nella metà del secondo millennio a.C. L'eruzione fu uno dei più grandi eventi vulcanici accaduti sulla Terra, documentata storicamente. L'eruzione devastò l'isola di Thera (o Santorini), compreso l'insediamento minoico ad Akrotiri come pure aree comunitarie e agricole sulle isole vicine e sulle coste di Creta.
L'eruzione sembra avere ispirato certi miti greci e può avere causato scompiglio in Egitto. In aggiunta, si è congetturato che l'eruzione minoica e la distruzione della città di Akrotiri avesse fornito la base o altrimenti l'ispirazione a Platone per la narrazione del mito di Atlantide.

## Eruzione

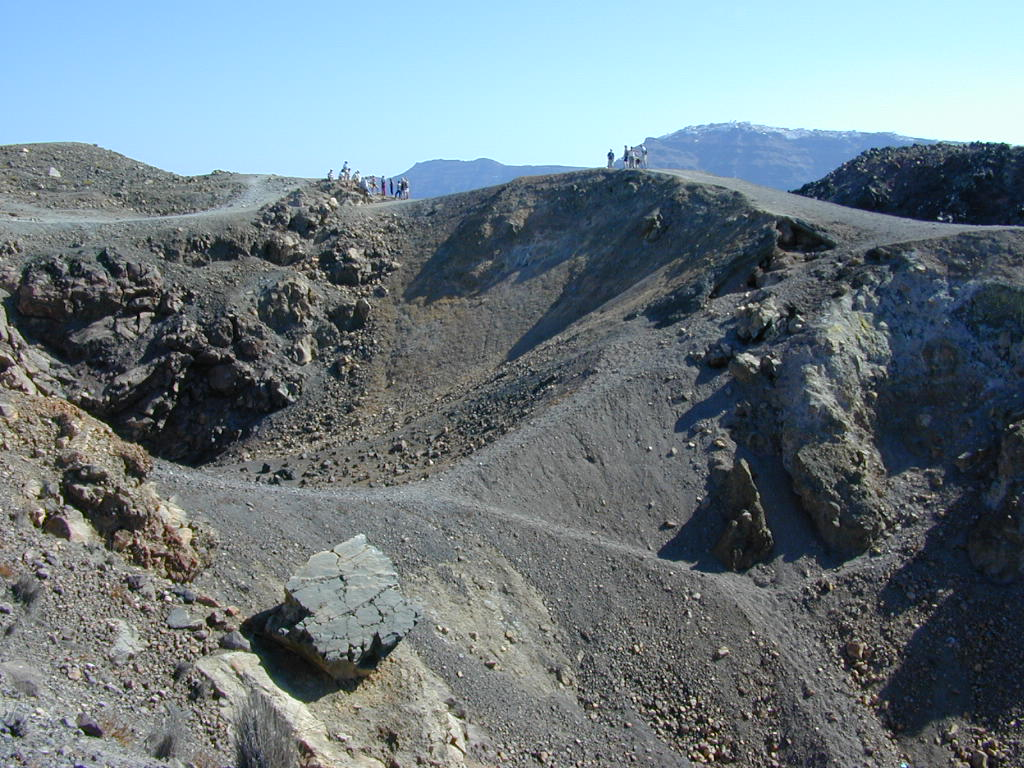
Il cratere centrale a Nea Kameni, nella caldera di Santorini (2001).

L'evidenza geologica mostra come il vulcano a Thera avesse eruttato numerose volte nel corso di centinaia di migliaia di anni prima dell'eruzione minoica. In pratica il vulcano seguirebbe un processo ripetitivo in cui avrebbe eruttato violentemente in un primo stadio, che avrebbe portato al collasso della caldera, che in un secondo momento si sarebbe riempita d'acqua marina, lasciando come residui numerose piccole isole formanti un circolo. Successivamente dalla caldera sarebbe uscito nuovamente del magma che col tempo avrebbe ricostituito un nuovo cono vulcanico, da cui avvenne una nuova violenta eruzione, portando nuovamente la struttura vulcanica a collassare, il tutto in un processo ciclico continuo. Un altro famoso vulcano che ripete un simile processo è il Krakatoa in Indonesia.
Immediatamente prima dell'eruzione minoica, le pareti della caldera formavano un anello quasi continuo di isole con il solo accesso situato fra Thera e la piccola isola di Aspronisi. Questa eruzione da cataclisma fu incentrata su una piccola isola proprio a nord dell'attuale isola di Nea Kameni nel centro della caldera che allora esisteva. La parte settentrionale della caldera venne di nuovo riempita da cenere e lava vulcanica, collassando dunque di nuovo.
Su Santorini c'è uno spesso strato di 60 m di tefra bianca che copre il suolo delineando distintamente il livello del terreno prima dell'eruzione. Questo strato ha tre distinte bande le quali indicano le differenti fasi dell'eruzione. Poiché nessun corpo è stato trovato nel sito di Akrotiri, Floyd W. McCoy, professore di geologia e oceanografia, Università delle Hawaii, annota che la popolazione locale abbia, con il pericolo dell'avanzamento della imminente eruzione, lasciato l'isola prima della sua distruzione. Tuttavia, la sottigliezza del primo strato di cenere, insieme con la mancanza di un'erosione rilevante di questo strato da parte delle piogge invernali prima che il successivo strato fosse depositato, indica che il vulcano avesse dato alla popolazione locale soltanto pochi mesi di preavviso.
Recenti ricerche fatte da una squadra di scienziati internazionali nel 2006 rivelarono che l'evento di Santorini fosse stato molto più grande rispetto alla stima originale di 39 km³ di roccia-densa-equivalente (DRE) (ovverosia volume totale di materiale eruttato dal vulcano); questo resoconto venne pubblicato nel 1991. Con una DRE stimata dunque in eccesso di 60 km³, il volume di materiali piroclastici sarebbe approssimativamente di 100 km³, posizionando l'indice di esplosività vulcanica dell'eruzione di Thera a 6 o 7, vale a dire quattro volte superiore al materiale riversato nella stratosfera per il Krakatoa nel 1883, un evento ben documentato. Gli eventi vulcanici di Thera e la conseguente caduta di ceneri, probabilmente sterilizzarono l'isola, come successe sul Krakatoa. Durante tempi storici, soltanto l'eruzione del Tambora del 1815 rilasciò più materiale nell'atmosfera.

## Conseguenze fisiche

### Vulcanologia

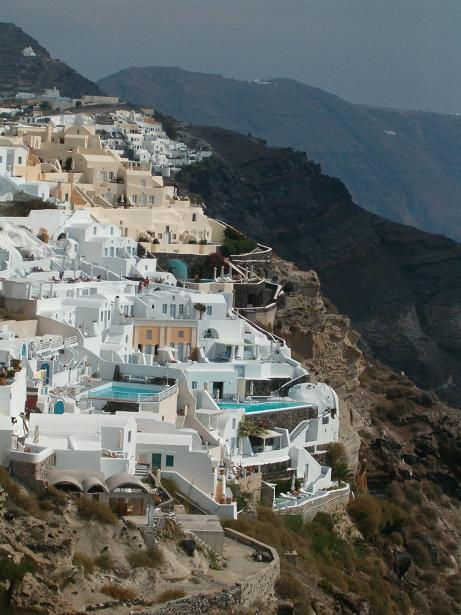
Abitazioni e hotel sulle ripide scogliere

Questa eruzione pliniana provocò una piuma estesa nella stratosfera, stimata dai 30 ai 35 km. Inoltre, il magma sottostante al vulcano venne a contatto con l'acqua marina poco profonda dell'insenatura, provocando una violenta eruzione di vapore.
L'evento generò anche uno tsunami alto da 35 m a 150 m che devastò la costa nord di Creta, distante circa 110 km. Lo tsunami ebbe un impatto sulle città costiere quali Amnisos, dove i muri degli edifici furono deformati nel loro allineamento. Sull'isola di Anafi, 27 km a est, sono stati trovati strati di cenere profondi 3 m, come pure strati di pomice sui pendii a 250 m sopra il livello del mare.
Altrove nel Mediterraneo si sono trovati depositi di pomice causati probabilmente dall'eruzione di Thera. Gli strati di cenere nelle carote perforate sul fondale marino e dei laghi in Turchia, tuttavia, mostrano che la più abbondante caduta di cenere avvenne a est e a nord-est di Santorini. Adesso si sa che la cenere trovata su Creta è stata depositata in una fase precorritrice all'eruzione vera e propria, alcune settimane e mesi prima delle principali fasi eruttive e avrebbero avuto un leggero impatto sull'isola. Venne affermato inoltre che i depositi di cenere prodotti da Santorini furono trovati anche nel delta del Nilo, adesso ci è noto però che si tratta di una identificazione errata.

### Datazione
L'eruzione minoica fornisce un punto fisso per allineare l'intera cronologia del II millennio a.C. nell'Egeo, poiché l'evidenza dell'eruzione viene trovata dovunque nella regione. Nonostante ciò, la data esatta dell'eruzione è stata difficile da determinare. Le stime attuali basate sulla datazione del radiocarbonio indicano che l'eruzione accadde tra il 1627 a.C. e il 1600 a.C. Tuttavia, questa gamma di date sono in conflitto con le precedenti stime, basate su studi archeologici che utilizzano la cronologia convenzionale egiziana, di circa un secolo posteriore.
Gli archeologi svilupparono le cronologie della tarda età del bronzo delle culture del Mediterraneo orientale analizzando l'origine dei manufatti (per esempio, oggetti provenienti da Creta, Grecia continentale, Cipro o Cananea) trovati in ogni strato archeologico. Se l'origine del manufatto può essere accuratamente datata, allora si può dare una data di riferimento per lo strato in cui esso si trova. Se l'eruzione di Thera potesse essere associata con un dato strato di cultura cretese (o altra), i cronologisti potrebbero usare la data di quello strato per datare l'eruzione stessa. Poiché la cultura di Thera al tempo della distruzione era simile a quella del tardo minoico IA (TMIA) su Creta, il TMIA è la linea di base per stabilire la cronologia altrove. L'eruzione si allinea anche con le culture del Tardo cicladico I (TCI) e il Tardo elladico I (TEI), ma precede il TEI peloponnesiaco. Scavi archeologici ad Akrotiri hanno portato alla luce anche frammenti di nove vasi di gesso siro-palestinesi del medio bronze II (MBII).
Un tempo, si credeva che i dati forniti dalle carote di ghiaccio della Groenlandia potessero essere utili per accertare la data esatta dell'eruzione. Una grande eruzione, identificata nelle carote di ghiaccio e datata al 1644 a.C. (+/- 20 anni), venne sospettata essere quella di Santorini. Tuttavia, la cenere vulcanica rintracciata da una carota di ghiaccio dimostrava che ciò non era riferibile a Santorini, arrivando alla conclusione che l'eruzione poteva essere accaduta in altra data. La tarda eruzione dell'Olocene del Monte Aniakchak, un vulcano in Alaska, viene proposta come la più probabile fonte dei minuti frammenti di vetro vulcanico nella carota di ghiaccio della Groenlandia.
Un altro metodo usato per stabilire la data dell'eruzione è la datazione degli anelli degli alberi. Questo tipo di datazione ha mostrato che un grande evento che interferì con la normale crescita degli alberi nel Nord America accadde nel 1629-1628 a.C. La prova di un evento climatico intorno al 1628 a.C. è stato trovato negli studi sulla depressione della crescita delle querce europee in Irlanda e in Svezia.
Nel 2006 due documenti di ricerca furono pubblicati affermando che la nuova analisi con il radiocarbonio datava l'eruzione tra il 1627 a.C. e il 1600 a.C. Campioni di legno, ossa e semi collezionati da varie località dell'Egeo, incluso Santorini, Creta, Rodi e Turchia, furono analizzati in tre laboratori separati a Oxford, Vienna (Austria), e Heidelberg (Germania) in modo da minimizzare i mutamenti di un errore di datazione al radiocarbonio. I risultati dell'analisi indicarono un'estesa datazione per l'evento di Thera tra il 1660 a.C. e il 1613 a.C. Anche quell'anno la data indicata dal radiocarbonio dell'eruzione di Thera venne limitata nel lasso di tempo che va dal 1627 al 1600 a.C., con il 95% di probabilità di esattezza, dopo i ricercatori analizzarono il materiale proveniente dagli alberi di ulivi che furono trovati sepolti sotto la lava del vulcano. Poiché gli alberi crescevano sull'isola, i risultati possono essere stati affetti da degasamento vulcanico, il quale avrebbe alterata la precisione degli studi radiometrici.
Sebbene il radiocarbonio indichi una datazione dell'eruzione nel 1600 a.C., gli archeologi credono che la data sia contraddetta dai ritrovamenti negli scavi effettuati in Egitto e a Thera. Per esempio, alcuni archeologi hanno trovato sepolta ceramica egiziana e cipriota su Thera che è datata a un periodo più tardo rispetto alle date radiometriche per l'eruzione. Poiché la cronologia storica egiziana è stata stabilita da numerosi studi archeologici, la data esatta dell'eruzione resta controversa. Se la datazione con il radiocarbonio è precisa, si dovrebbero avere significativi riallineamenti cronologici di molte culture del Mediterraneo orientale.
Recentemente, Felix Höflmayer, ha dimostrato come il divario tra la datazione "radiocarbonica" e quella "archeologica" si possa ridurre a non più di 50 anni calendariali, e una datazione dell'eruzione a circa 1570 a.C. è stata proposta da diversi studiosi, a partire da Tiziano Fantuzzi.

### Effetti climatici
L'idrologo Philip LaMoreaux affermò nel 1995 che l'eruzione causò significativi mutamenti climatici nella regione del Mediterraneo orientale, Mar Egeo e buona parte dell'emisfero settentrionale, ma questo fu energicamente rigettato dal vulcanologo David Pyle un anno più tardi.
Riguardo al lasso di tempo della data dell'eruzione indicata dal radiocarbonio, c'è l'attestazione di un evento climatico significativo nell'emisfero settentrionale, che include gli scarsi raccolti in Cina (vedi sotto), come pure l'evidenza fornita dagli anelli degli alberi, citata sopra: pini dai coni setolosi della California; querce delle paludi dell'Irlanda, Inghilterra e Germania; e altri alberi della Svezia. Gli anelli degli alberi datano precisamente l'evento a 1628 a.C.

## Impatto storico

### Civiltà minoica

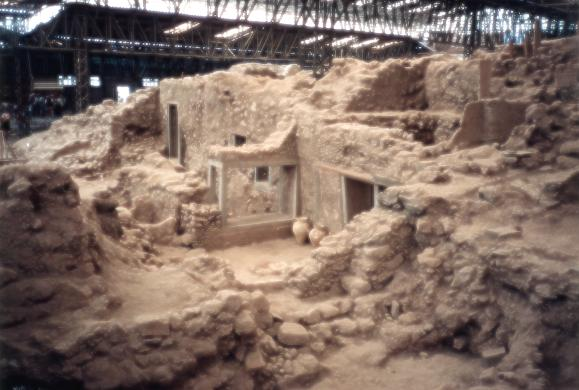
Scavi ad Akrotiri su Thera

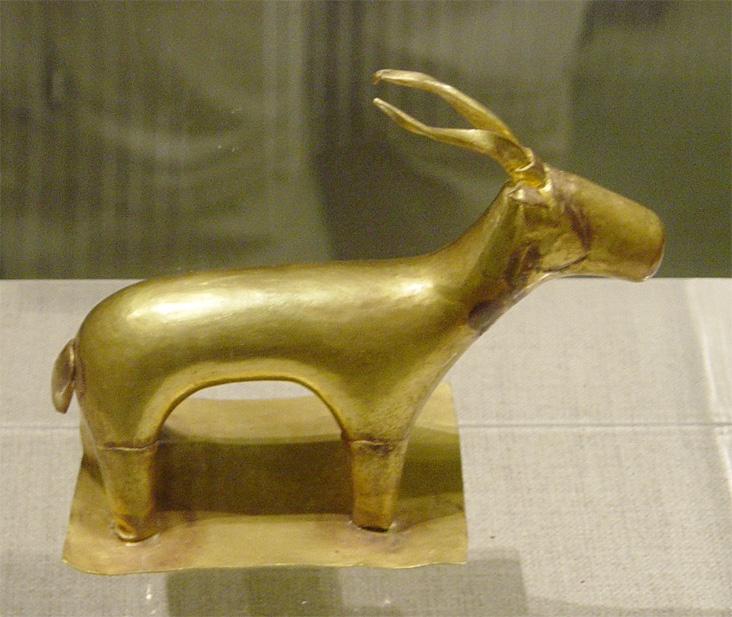
Il solo oggetto trovato negli scavi di Akrotiri, una piccola scultura di una capra ibex che stava nascosta sotto un pavimento; deve essere accaduta una totale evacuazione della popolazione (prima o) durante l'avanzamento della catastrofe, poiché pochi manufatti e nessun cadavere rimasero sepolti nella cenere

L'eruzione devastò il vicino insediamento minoico ad Akrotiri su Santorini, il quale fu sepolto sotto uno strato di pomice.
Si è creduto che l'eruzione colpisse duramente anche la popolazione minoica di Creta, sebbene l'estensione dell'impatto sia dibattuta. Le prime teorie proposero che una caduta delle ceneri di Thera su metà della parte orientale di Creta soffocasse la vita delle piante, causando fame nella popolazione locale. Tuttavia, dopo più esami sul campo, questa teoria ha perso credibilità, poiché si è determinato che non più di 5 mm di cenere caddero su tutto il territorio di Creta. Altre teorie sono state proposte basate sull'evidenza archeologica trovata a Creta indicante che uno tsunami, probabilmente associato all'eruzione, colpì le aree costiere di Creta e può avere duramente devastato gli insediamenti minoici costieri. Una più recente teoria ipotizza che molto del danno provocato ai siti minoici sia dovuto a un grande terremoto che precedette l'eruzione di Thera.
Resti significativi minoici sono stati trovati oltre lo strato di cenere a Thera del periodo del Tardo Minoico I, implicando che l'eruzione di Thera non avesse causato l'immediato crollo della civiltà dei minoici. Considerato che questi costituivano una potenza marinara e dipendevano dalle navi della loro marina mercantile per la sussistenza, l'eruzione di Thera probabilmente causò una significativa privazione economica ai minoici—e la probabile perdita del loro impero millenario.
Se questi effetti furono sufficienti a innescare la caduta della civiltà minoica è una questione ancora dibattuta. La conquista micenea del regno dei minoici accadde nel periodo del Tardo Minoico II (TMII), non molti anni dopo l'eruzione, e molti archeologi congetturano che l'eruzione inducesse una crisi nella civiltà minoica, che permise così ai micenei una facile conquista.

### Documenti cinesi
Alcuni scienziati correlano un inverno vulcanico dovuto all'eruzione minoica con i documenti cinesi registranti il collasso della Dinastia Xia in Cina. Secondo gli Annali di bambù, il collasso della dinastia e il sorgere della dinastia Shang, datato approssimativamente al 1618 a.C., fu accompagnato da "'nebbia gialla, un fioco sole, dunque tre soli, ghiaccio a luglio, carestia e l'inaridimento di tutti e cinque i cereali".

### Impatto sulla storia egiziana
Non ci sono documenti egiziani sopravvissuti riguardo all'eruzione, e l'assenza di tali documenti è talvolta attribuita al generale disordine che regnava in Egitto intorno al secondo periodo intermedio. Tuttavia, ci sono connessioni tra l'eruzione di Thera e le calamità delle Lamentazioni di Ipuwer, un testo del Basso Egitto durante il Medio Regno o il secondo periodo intermedio.
Violenti temporali devastarono l'Egitto, descritti nella cosiddetta Stele della Tempesta di Ahmose I, sono stati attribuiti ai mutamenti climatici a breve termine causati dall'eruzione di Thera.
Mentre si è argomentato che il danno provocato da questa tempesta possa essere stato causato da un terremoto successivo all'eruzione di Thera, si è anche suggerito che esso fosse avvenuto durante una guerra contro gli Hyksos e il riferimento alla tempesta è meramente una metafora per il caos, sul quale il faraone era impegnato a ristabilire l'ordine.
C'è un'opinione prevalente riguardo al fatto che l'Egitto, essendo troppo lontano da importanti aree di attività sismica, non sarebbe stato colpito significativamente dal terremoto nell'Egeo. Inoltre, altri documenti, quali lo Speos Artemidos di Hatshepsut, rappresentano tempeste simili, ma sono chiaramente un'espressione figurativa e non letterale. La ricerca indica che questa stele particolare è proprio un altro riferimento alla vittoria del faraone sulle forze del caos e dell'oscurità.

### Tradizioni greche
L'eruzione di Thera e la sua ricaduta vulcanica potrebbero aver ispirato la version della titanomachia nella Teogonia di Esiodo. Alcuni studiosi ipotizzano che il racconto, nella sua evoluzione orale, abbia incorporato elementi della memoria popolare dell'Anatolia occidentale. In tal modo, la versione esiodea del mito avrebbe assimilato motivi provenienti da oriente man mano che la tradizione narrativa si consolidava nella Grecia continentale, a occidente.
I versi di Esiodo sono stati confrontati con l'attività vulcanica, citando il colpo di fulmine di Zeus come fulmine vulcanico, la terra bollente e il mare come una frattura della camera magmatica, il calore e la fiamma immensa come prova di esplosioni freatiche, oltre a molte altre descrizioni.

#### Atlantide
C'è qualche ipotesi ispirata dai dati archeologici, sismologici e vulcanologici sul fatto che il mito di Atlantide, descritto da Platone, sia basato sull'eruzione di Santorini.

### Il Diluvio universale?
Secondo alcuni, il Diluvio universale sarebbe avvenuto in conseguenza di uno tsunami (1630 a.C.-1600 a.C.) causato dall'eruzione minoica di Thera; sembra però che questa eruzione abbia colpito il Mar Egeo e Creta, senza toccare la Grecia. In altre parole l'impatto non sarebbe stato tale da giustificare la nascita del mito babilonese e biblico.